# Корнелий Сабин
Корне́лий Сабин (лат. Cornelius Sabinus; умер в 41 году, Рим) — военный трибун, один из убийц римского императора Калигулы.

## Биография
О большей части его жизни ничего неизвестно. В январе 41 года Сабин примкнул к заговору против римского императора Калигулы. Согласно Светонию, Сабин и Кассий Херея нанесли Калигуле удары своими мечами — Херея ударил его в затылок, а Сабин нанёс удар мечом в грудь. По другой версии, Сабин спросил у императора пароль на что тот ответил «Юпитер» (Iuppiter) и Херея крикнул «Получай свое!» и рассёк ему подбородок. Упавшего императора заговорщики добили 30 ударами клинков с криками «Бей еще!». Вместе с императором были убиты его жена Цезония и дочь Юлия Друзилла.
Вскоре в правление дяди Калигулы Клавдия многие заговорщики, включая Кассия Херею, были казнены, а Сабин покончил с собой.